# Émile Wambach
Pour les articles homonymes, voir Wambach.
Emiel (néerlandisé) ou Émile Xavier Wambach, né à Arlon, le 26 novembre 1854, et mort à Anvers, le 6 mai 1924, est un compositeur, chef d'orchestre, violoniste et pianiste belge, lié au renouveau musical flamand.

## Biographie

### 1854-1894
À Arlon, où Émile Wambach naquit, son père Paul était un bassoniste de l'orchestre militaire du 10e régiment de ligne depuis 1854. Originaire d'Albshausen en Hesse-Électorale, Paul Wambach fut naturalisé en 1858, l'année où il démissionna de l'armée et où il déménagea à Anvers en vue de devenir professeur de basson à l'École de musique, tout en étant employé comme soliste au Théâtre royal français (l'actuel théâtre Bourla). À l'âge de six ans, Émile commença à prendre des leçons de violon à l'École de musique, où il s'avéra une telle promesse que Henri Vieuxtemps lui conseilla de s'inscrire au Conservatoire royal de Bruxelles. En 1866, Wambach y devint l'élève de Colyns (violon), de Brassin (piano) et de Gevaert (harmonie et contrepoint). Cependant, un an plus tard, Peter Benoit ayant été nommé directeur de l'école communale de musique d'Anvers, où Wambach père enseignait encore, Émile s'inscrivit à cette institution. Il y suivit des cours de violon auprès de Mertens, de piano chez Hennen et d'orgue auprès de Callaerts. Plus tard, le compositeur juif Adolphe Samuel lui donna des cours privés de composition, alors qu'il étudia simultanément l'harmonie, le contrepoint, la fugue et la composition chez Benoit.
La carrière de violoniste de Wambach débuta au Cercle artistique, au Théâtre royal et à la Société royale d'harmonie, mais bientôt il se fit remarquer comme chef d'orchestre et compositeur. Il obtint son premier succès de compositeur avec son Ode aan Rubens (Ode à Rubens), exécutée en 1877 lors des célébrations à Anvers à l'occasion du 300e anniversaire de la naissance de Rubens. La cantate Het vaderland (La Patrie) fut créée en 1880, dans la grande salle de la Société royale d'harmonie, à l'occasion de la distribution des prix à l'école catholique Saint-Norbert. En 1881, Wambach devint directeur musical de la Société Saint-Grégoire d'Anvers, où il s'attela à l'exécution des œuvres de Palestrina et d'autres maîtres anciens. La même année, son oratorio Mozes op den Nijl (Moïse sur le Nil) fut exécuté dans la salle des fêtes de la Société royale d'harmonie et, à plusieurs reprises, aussi à Bruxelles et aux Pays-Bas. En 1884 suivit un deuxième oratorio, Yolande. À l'instar de Benoit, Wambach composa, en 1885, une Kindercantate (Cantate pour enfants) pour l'Exposition universelle d'Anvers.
Même s'il était originaire de Wallonie, Wambach était un ardent défenseur de l'école flamande : ainsi, il dédia son oratorio Blanchefloor à Benoit, en témoignage de reconnaissance à celui qui l'avait initié au monde des arts. Après avoir composé plusieurs chansons et œuvres sacrées, il écrivit, en 1888, Super flumina (Sur les bords des fleuves de Babylone ; un Harpzang : un chant accompagné à la harpe) à l'occasion des fêtes à la mémoire de Vondel. Ses arias de concert Fredegonde's verloving (Les Fiançailles de Frédégonde), Terugvaert naar het moederland (Retour à la mère patrie) et Kerstnacht (Nuit de Noël) remportèrent beaucoup de succès et furent traduites en français et en anglais. Il écrivit Schouwspeldans (Danse de spectacle) pour orchestre à l'occasion du landjuweel de 1892 et une Ouverture in de oude stijl (Ouverture dans le style ancien) à celle de l'inauguration du Vieil Anvers - des répliques de vieilles maisons - à l'Exposition universelle de 1894. 

Le 12 février 1887, Emile Wambach a épousé Marie de Duve (1865-1957) qui avait été son élève de piano. Son épouse, artiste peintre très appréciée, s'était spécialisée dans les marines et paysages de la côte. Elle signait ses œuvres sous son nom d'épouse, Marie Wambach.

### 1894-1914
Le 1er juillet 1894, Wambach fut nommé maître de chapelle de la cathédrale d'Anvers, une fonction qu'il exercera jusqu'en 1912. Il y exécutera, entre autres, sa Grote mis (Grande Messe), un Stabat Mater (La mère se tenait debout), et In exitu Israel (Quand Israël sortit d'Égypte). L'année 1894 vit encore la première de son drame lyrique Mellusina (Mélusine), représenté au Théâtre lyrique d'Anvers. En 1898, la Heldenkantate (Cantate de héros), écrite pour la ville de Hasselt, fut créée à l'occasion de l'inauguration du monument commémorant la guerre des Paysans. En décembre 1899, l'Opéra flamand monte son Quinten Massys  (Quentin Metsys), le plus connu de ses opéras.
Toujours en 1899, il fut nommé au Conservatoire d'Anvers comme professeur de musique ancienne ; en 1901 suivit sa nomination comme professeur d'harmonie, succédant à Jan Blockx, qui avait accédé au poste de directeur, et, l'année suivante, il devint inspecteur des écoles de musique belges, ceci au détriment de sa participation active à la vie musicale flamande. En 1905, à l'occasion du 75e anniversaire de l'indépendance de la Belgique, il écrivit une nouvelle orchestration de la Brabançonne (Nationaal volkslied), dédiée au roi Léopold II, et il composa trois autres œuvres, dont la cantate Aan Belgenland (Au pays des Belges), exécutée à Bruxelles par les chœurs réunis du Conservatoire, de la cathédrale Saints-Michel-et-Gudule et de l'orchestre de la Monnaie. En 1909, Arras accueillit la première de son oratorio Jeanne d'Arc, qui fut ensuite exécuté à São Paulo et à Montréal. En 1911, il tenta en vain d'obtenir la direction du Conservatoire royal de Liège. En 1912, lorsque Jan Blockx eut pris sa retraite comme directeur du Conservatoire royal d'Anvers, Wambach lui succéda en dépit des protestations violentes de certains flamingants préférant Mortelmans ou Keurvels à la tête de cette institution, plutôt que quelqu'un ayant des racines en Wallonie. On lui reprochait, entre autres, une certaine hésitation dans la composition, ses ambitions liégeoises manquées et le fait qu'il parlait français en famille.

### 1914-1924
Pendant la Première Guerre mondiale, Wambach vécut aux Pays-Bas et en Angleterre. Nicolaas Cupérus et Paul Gilson le remplacent à la tête du Conservatoire royal d'Anvers. Au cours de la Grande Guerre, il traversa les Pays-Bas, l'Angleterre et la France, se produisant comme violoniste et pianiste aux concerts de bienfaisance organisés au profit des soldates belges. Pendant cette période, il composa 25 Oorlogsgedichten (25 poèmes de guerre) pour voix et orchestre, ainsi que plusieurs œuvres chorales. De retour à Anvers en 1919, il reprit son poste de directeur et composa le Huldezang (Cantate d'hommage), une cantate sur un texte de Maurits Sabbe, exécutée sous la direction de Constant Lenaerts en 1920. La même année, il se rendit à la cathédrale Notre-Dame-de-la-Treille de Lille pour diriger sa Messe pour quatre voix mixtes en l'honneur de la sainte patronne de la ville, qui était, depuis 286 ans, la Vierge Marie ; encore en 1920, cette messe fut reprise à Lille à l'occasion de la fête de la Toussaint. En 1922, Wambach fut le premier à introduire un cours d'histoire de la musique au Conservatoire. En outre prit-il l'initiative d'enrichir considérablement la bibliothèque du Conservatoire ainsi que de constituer une collection d'instruments de musique historiques. Ses dernières compositions sont un Pie Jesu (Doux Jésus), une Invocation à Saint-Michel (Invocatie tot Sint-Michiel), et une Cantate pour la bienheureuse sœur Thérèse (Cantate voor de gelukzalige zuster Theresia), resté inachevée.
Dans la revue Muziekwarande (Jardin musical), dirigée par Emiel Hullebroeck, et, de fait, la porte-parole d'une tradition dans le sillage de Benoit, Wambach fut acerbement critiqué peu de temps après sa mort : « Malheureusement, Wambach était un administrateur sans caractère, une nature tiède, qui préférait coqueter à Paris, plutôt que de faire avancer l'art flamand. »
En 2008, l'Algemeen Nederlands Zangverbond (la Fédération flamande de chorales), reprit la concession, jadis à perpétuité, de sa sépulture, non classée et en péril, au cimetière du Schoonselhof, sauvant celle-ci de la destruction.

## Principales œuvres
- (nl) Ode aan Rubens of Rubens' geboorte herdacht (Hymne à Rubens, ou la Mort de Rubens commémorée), 1877, cantate, paroles d'Alex Stoops[17].
- (nl) Vlaanderland (Le Pays flamand), 1877, pour chœur a cappella, paroles de Ed. van Bergen[17].
- (nl) Fredegonde's verloving (Les Fiançailles de Frédégonde), aria de concert, paroles d'Edmond van Herendael[18].
- (nl) Het vaderland (La Patrie), 1880, cantate, paroles de Pieter Andries de Vos[4].
- (nl) Mozes op den Nijl (Moïse sur le Nil), 1881, oratorio, livret d'Edmond van Herendael[19].
- (nl) Terugvaert naar het moederland (Retour à la mère patrie), 1883, aria de concert, paroles de Theodoor van Rijswijck[20].
- (nl) Yolande (Yolande), 1884, oratorio, livret d'August Snieders[5].
- (nl) Kerstnacht (Nuit de Noël), 1884, aria de concert, paroles d'Hilda Ram[21].
- (nl) Kindercantate (Cantate pour enfants), 1885, cantate, paroles de Frans Willems[22].
- (la) Te Deum (Dieu, nous te louons), 1886.
- (la) Super flumina (Sur les bords des fleuves de Babylone), 1888.
- (nl) Blanchefloor (Blanchefleur), 1889, oratorio, livret d'August Snieders[23].
- (nl) Schouwspeldans (Danse de spectacle), 1892.
- (nl) Ouverture in de oude stijl (Ouverture dans le style ancien), 1894.
- (nl) Mellusina (Mélusine), 1894, drame lyrique, livret de Frans Gittens[24].
- (nl) Heldenkantate (Cantate de héros), 1898, cantate, paroles d'Hilda Ram[8].
- (nl) Quinten Massys (Quentin Metsys), 1899, opéra, livret de Raf Verhulst.
- (la) Grote mis (Grande Messe).
- (la) Stabat Mater (La mère se tenait debout), 1901.
- (la) In exitu Israel (Quand Israël sortit d’Égypte).
- (nl) Prinskensdag (Jour du prince), 1905, cantate, paroles de Raf Verhulst[25].
- (fr + nl) Ode à la patrie (Aan Belgenland), 1905, cantate, paroles de Pierre d'Acre pour la version française et de A. Verheyen pour la version néerlandaise[26].
- (nl) Heilig vaderland (Patrie sacrée), 1905, cantate, paroles de Pieter Jacob Stinissen[27].
- (fr) Ode à la bienheureuse Jeanne d'Arc, 1909, oratorio, livret de l'abbé Joseph Merlent[28].
- (nl) 25 Oorlogsgedichten (25 poèmes de guerre).
- (nl) Huldezangcantate (Cantate d'hommage), 1920, cantate, paroles de Maurits Sabbe.
- (la) Pie Jesu (Doux Jésus).
- (nl) Invocatie tot Sint Michiel (Invocation à Saint-Michel).
- (nl) Cantate voor de gelukzalige zuster Theresia (Cantate pour la bienheureuse sœur Thérèse, inachevée).

## Ressources

### Sources et bibliographie
- (fr) BAECK, Erik. André Cluytens : itinéraire d'un chef d'orchestre, Wavre, éditions Mardaga, 2009  (ISBN 978-28047-0011-9), p. 20.
- (nl) BAECK-SCHILDERS, Hedwige. Emile Wambach (1854-1924) en Het Antwerpse muziekleven, Bruxelles, Koninklijke Vlaamse Academie van België voor Wetenschappen en Kunsten, Klasse der Schone Kunsten, 1986  (ISBN 90-6569-376-9), 156 p.  (Verhandelingen).
- (fr) « Demande du sieur Paul Wambach », Recueil des pièces imprimées par ordre de la Chambre des représentants : session de 1857-1858, Bruxelles, Chambre des représentants de Belgique, 1858, vol. 3, no  125, III.
- (en + nl) FOCQUAERT, Annelies. Wambach, Emiel, [En ligne], réf. du 3 janvier 2014, [www.svm.be] (Centre d'études de la musique flamande).
- (nl) FREDERIKS, Johannes Godefridus, et Frans Josef VAN DEN BRANDEN. Biographisch woordenboek der Noord- en Zuidnederlandsche letterkunde, Amsterdam, L.J. Veen, 1888-1891, p. 339.
- (nl) VAN HAMEREN, Jan. « Emile Wambach », Ons Volk Ontwaakt, 19 octobre 1912.
- (nl) WILLAERT, Hendrik, et Jan DEWILDE, Het lied in ziel en mond – 150 jaar muziekleven en Vlaamse Beweging, Tielt, Lannoo, 1987  (ISBN 90-209-1424-3), p. 45-46.

### Discographie
- Tota pulchra es: Flemish sacred songs, Cristel de Meulder (soprano) et Jan van Mol (organiste), Pavane Records, ADW7431 (Prière d'Émile Wambach).